# Umbotruncana
Umbotruncana es un género de foraminífero planctónico considerado un sinónimo posterior de Obliquacarinata de la subfamilia Globotruncaninae, de la familia Globotruncanidae, de la superfamilia Globotruncanoidea, del suborden Globigerinina y del orden Globigerinida. Su especie tipo es Umbotruncana pulvilla.  Su rango cronoestratigráfico abarcaba desde el Santoniense superior hasta el Maastrichtiense inferior (Cretácico superior).

## Descripción
Su descripción podría coincidir con la del género Obliquacarinata, ya que Umbotruncana ha sido considerado un sinónimo subjetivo posterior.

## Discusión
El género Umbotruncana no ha tenido mucha difusión entre los especialistas. Algunos autores lo han considerado un sinónimo subjetivo posterior de Obliquacarinata, el cual podría ser a su vez un sinónimo subjetivo posterior de Globotruncana. Clasificaciones posteriores incluirían Umbotruncana en la superfamilia Globigerinoidea.

## Clasificación
Umbotruncana incluía a las siguientes especies:
- Umbotruncana pulvilla †
- Umbotruncana torta †